# (5575) Ryanpark
(5575) Ryanpark es un asteroide perteneciente al cinturón de asteroides descubierto el 4 de septiembre de 1985 por Henri Debehogne desde el Observatorio de La Silla, Chile.

## Designación y nombre
Designado provisionalmente como 1985 RP2. Fue nombrado Ryanpark en honor a Sang H. ("Ryan") Park, miembro del Grupo de Dinámica del Sistema Solar del Laboratorio de Propulsión a Chorro, ha sido instrumental en el avance de las efemérides planetarias y los esfuerzos de la ciencia de la gravedad del JPL. Recibió una medalla de Logro Excepcional de la NASA por su contribución a la misión GRAIL.

## Características orbitales
Ryanpark está situado a una distancia media del Sol de 3,084 ua, pudiendo alejarse hasta 3,664 ua y acercarse hasta 2,504 ua. Su excentricidad es 0,187 y la inclinación orbital 0,595 grados. Emplea 1978,66 días en completar una órbita alrededor del Sol.

## Características físicas
La magnitud absoluta de Ryanpark es 12,8.